# Georgiske alfabeter
Georgiske alfabeter benyttes til at skrive georgisk og bruges nu også til de andre kartvelske sprog. Der findes tre udgaver, der hedder asomtavruli, nuskhuri og mkhedruli. Deres bogstaver har forskellige udseende, men er ækvivalente og har de samme navne og alfabetiske rækkefølger. Der skelnes ikke mellem store og små bogstaver. Alle tre former bruges stadig i begrænset omfang, bl.a. i den georgiske ortodokse kirke, men mkhedruli (მხედრული) er i dag det normale alfabet for georgisk.
Alfabeterne havde oprindeligt 38 bogstaver. Georgisk skrives nu med 33 bogstaver, idet fem af bogstaverne ikke længere bruges. Vokalerne udtales altid ens, og hvis de står sammen, skal de udtales hver for sig, eller hvis det er to ens, forlænger det den foregående vokal. Der er fem vokaler og 28 konsonanter, som alle udtales forskelligt. Der findes både aspirerede- og ejektive konsonanter. Der er ejektive konsonanter af: k, p, t, q, ts og ch. Der er dog ikke nogen aspireret konsonant af q. De ejektive konsonanter skrives fonetisk k', p', t', q', ts' og ch'.
Mingrelsk bruger 36 bogstaver: De 33 georgiske bogstaver, et af de forældede georgiske bogstaver, og to bogstaver som er specielle for mingrelsk og svanetisk. Lazisk bruger 35 bogstaver: De 33 georgiske bogstaver, det samme ene forældede georgiske bogstav og et bogstav fra det græske alfabet. Det fjerde kartvelske sprog, svanetisk, skrives normalt ikke, men hvis det skrives, bruges det mingrelske alfabet med endnu et ekstra forældet georgisk bogstav, og evt. med ekstra diakritiske tegn for dets vokaler.

## Skrifter
- Asomtavruli – første georgiske skrift
- Nuskhuri – andet georgiske skrift
- Mkhedruli – tredje georgiske skrift

### Asomtavruli
| Asomtavruli bogstaver | Asomtavruli bogstaver | Asomtavruli bogstaver | Asomtavruli bogstaver | Asomtavruli bogstaver | Asomtavruli bogstaver | Asomtavruli bogstaver | Asomtavruli bogstaver | Asomtavruli bogstaver | Asomtavruli bogstaver | Asomtavruli bogstaver | Asomtavruli bogstaver | Asomtavruli bogstaver | Asomtavruli bogstaver |
| --------------------- | --------------------- | --------------------- | --------------------- | --------------------- | --------------------- | --------------------- | --------------------- | --------------------- | --------------------- | --------------------- | --------------------- | --------------------- | --------------------- |
| Ⴀ                     | Ⴁ                     | Ⴂ                     | Ⴃ                     | Ⴄ                     | Ⴅ                     | Ⴆ                     | Ⴡ                     | Ⴇ                     | Ⴈ                     | Ⴉ                     | Ⴊ                     | Ⴋ                     | Ⴌ                     |
| Ⴢ                     | Ⴍ                     | Ⴎ                     | Ⴏ                     | Ⴐ                     | Ⴑ                     | Ⴒ                     | Ⴣ                     | ႭჃ, Ⴓ                 | Ⴔ                     | Ⴕ                     | Ⴖ                     | Ⴗ                     | Ⴘ                     |
| Ⴙ                     | Ⴚ                     | Ⴛ                     | Ⴜ                     | Ⴝ                     | Ⴞ                     | Ⴤ                     | Ⴟ                     | Ⴠ                     | Ⴥ                     |                       |                       |                       |                       |
|                       |                       |                       |                       |                       |                       |                       |                       |                       |                       |                       |                       |                       |                       |

### Nuskhuri
| Nuskhuri bogstaver | Nuskhuri bogstaver | Nuskhuri bogstaver | Nuskhuri bogstaver | Nuskhuri bogstaver | Nuskhuri bogstaver | Nuskhuri bogstaver | Nuskhuri bogstaver | Nuskhuri bogstaver | Nuskhuri bogstaver | Nuskhuri bogstaver | Nuskhuri bogstaver | Nuskhuri bogstaver | Nuskhuri bogstaver |
| ------------------ | ------------------ | ------------------ | ------------------ | ------------------ | ------------------ | ------------------ | ------------------ | ------------------ | ------------------ | ------------------ | ------------------ | ------------------ | ------------------ |
| ⴀ                  | ⴁ                  | ⴂ                  | ⴃ                  | ⴄ                  | ⴅ                  | ⴆ                  | ⴡ                  | ⴇ                  | ⴈ                  | ⴉ                  | ⴊ                  | ⴋ                  | ⴌ                  |
| ⴢ                  | ⴍ                  | ⴎ                  | ⴏ                  | ⴐ                  | ⴑ                  | ⴒ                  | ⴣ                  | ⴍⴣ, ⴓ              | ⴔ                  | ⴕ                  | ⴖ                  | ⴗ                  | ⴘ                  |
| ⴙ                  | ⴚ                  | ⴛ                  | ⴜ                  | ⴝ                  | ⴞ                  | ⴤ                  | ⴟ                  | ⴠ                  | ⴥ                  |                    |                    |                    |                    |

### Mkhedruli
| Mkhedruli bogstaver | Mkhedruli bogstaver | Mkhedruli bogstaver | Mkhedruli bogstaver | Mkhedruli bogstaver | Mkhedruli bogstaver | Mkhedruli bogstaver | Mkhedruli bogstaver | Mkhedruli bogstaver | Mkhedruli bogstaver | Mkhedruli bogstaver | Mkhedruli bogstaver | Mkhedruli bogstaver | Mkhedruli bogstaver | Mkhedruli bogstaver |
| ------------------- | ------------------- | ------------------- | ------------------- | ------------------- | ------------------- | ------------------- | ------------------- | ------------------- | ------------------- | ------------------- | ------------------- | ------------------- | ------------------- | ------------------- |
| ა                   | ბ                   | გ                   | დ                   | ე                   | ვ                   | ზ                   | ჱ                   | თ                   | ი                   | კ                   | ლ                   | მ                   | ნ                   |                     |
| ჲ                   | ო                   | პ                   | ჟ                   | რ                   | ს                   | ტ                   | ჳ                   | უ                   | ფ                   | ქ                   | ღ                   | ყ                   | შ                   |                     |
| ჩ                   | ც                   | ძ                   | წ                   | ჭ                   | ხ                   | ჴ                   | ჯ                   | ჰ                   | ჵ                   | ჶ                   | ჷ                   | ჺ                   | ჸ                   | ჹ                   |

## Bemærkning
−	
Afhængigt af din browser og/eller dens indstillinger, kan det ske at alfabeterne ikke vises korrekt.